# Urocitellus undulatus
Urocitellus undulatus es una especie de roedor de la familia Sciuridae.

## Distribución geográfica
Se encuentran en el paleártico de Asia: norte de China, Kazajistán, Mongolia y Rusia.